# Ананов, Андрей Георгиевич
Андрей Георгиевич Ананов (род. 8 августа 1945, Ленинград) — советский и российский ювелир, генеральный директор фирмы «Русское ювелирное искусство — Ананов». Заслуженный деятель искусств РФ (1995). Председатель Российского творческого союза работников культуры (1996). Член партии «Единая Россия».

## Карьера

### Театр и кино
Режиссёр кино и театра по образованию. Окончил ЛГИТМиК. Работал в Академическом театре драмы имени Горького в Самаре и Драматическом театре имени Комиссаржевской. Снимался в кино («Происшествие, которого никто не заметил», «Дела давно минувших дней», «Сержант милиции» и других).
Был театральным режиссером, преподавателем ЛГИТМиКа. 
За 20 лет в качестве режиссёра/актёра участвовал в 44 спектаклях.

### Ювелирное дело
С 1974 года занимался ювелирным делом. 
Организовал фирму «Русское ювелирное искусство» в 1989 году.
Андрей Ананов единственный, из Российских ювелиров, кому торговый дом Elida-Gibbs Faberge предложил контракт. По этому контракту мастеру разрешено ставить собственное клеймо Ananov (рядом с клеймом Fabergé), на созданных им на изделиях, в рамках торговой марки Fabergé Ananov. Это уникальный случай в современной ювелирной мировой истории.
Изделия фирмы находятся в коллекциях королевы Великобритании Елизаветы II, королевы Испании Софии, принца Монако Ренье III, королевского Дома Швеции, семьи Ельциных, Патриарха Московского и Всея Руси Алексия II и в частных коллекциях как в России, так и за рубежом (Монтсеррат Кабалье, Пласидо Доминго, Стиви Уандер). «Янтарная пантера» Калининградского кинофестиваля является работой ювелирного дома Андрея Ананова.
Пасхальные яйца "Собор Василия Блаженного" и "Смольный собор" работы Ананова внесены в Книгу рекордов Гиннеса. 

### Прочее
Автор автобиографической книги «Два туза в прикупе» (2002), вышедшей в издательстве «Вагриус».

## Семья
Родился в 1945 году в Ленинграде. Род Анановых имеет армянское происхождение, и берет свое начало из Нахичевани-на-Дону. Андрей Ананов правнук известного врача, которого император Николай II в 1902 году возвёл во дворянство и даровал поместье под Санкт-Петербургом близ Луги. Дед Андрея Георгиевича по линии матери — действительный статский советник граф Николай Мезенцев. Дед по линии отца — Давид Георгиевич Ананов (1878—1947), кандидат технических наук, профессор, автор учебника «Начертательная геометрия», организатор и первый заведующий кафедры начертательной геометрии и графики ЛИТМО. Родная тетя (сестра отца) — Гаяне Давидовна Ананова, жена М. М. Ботвинника. Отец Андрея Георгиевича — Ананов Георгий Давидович (1916—1976), участник Великой Отечественной войны, доктор технических наук, профессор.
Андрей Ананов несколько раз был женат. Есть дети и внуки.
Родная тётя (сестра отца) Гаянэ Давидовна Ананова — балерина, жена шахматиста М. М. Ботвинника.
Младший брат Никита (род. 1954) — бывший бизнесмен и депутат Законодательного собрания Санкт-Петербурга.

## Награды и звания
- Международная премия «Серебряный лев» (Париж, 1991)[1]
- Большая золотая европейская медаль (Генуя, 1992)[1]
- Орден Почетного Легиона (Париж, 1995)[1]
- Заслуженный деятель искусств Российской Федерации (1995)
- Лауреат Царскосельской Премии (Санкт-Петербург, 2000)[1]
- Орден Карла Фаберже (Москва, 2000)[1]
- Звание лучшего ювелира столетия (Москва, 2000)[1]
- Медаль «В память 300-летия Санкт-Петербурга» (2003)[1]
- Орден Почёта (2006)[12][13]
- Художественная премия «Петрополь» (2007)